# دوارة كارين ثنائية القمع
دوارة كارين ثنائية القمع (الاسم العلمي:Karenia bicuneiformis) هي نوع من السوطيات الدوارة تتبع جنس الدوارة الكارين من فصيلة المتقوصرات.